# Papenburg
Papenburg è una città di 34 137 abitanti della Bassa Sassonia, in Germania, nel circondario (Landkreis) dell'Emsland.
Papenburg si fregia del titolo di "Comune indipendente" (Selbständige Gemeinde). È nota per il suo grande cantiere navale, il Meyer Werft, specializzato nella costruzione di navi da crociera.

## Geografia fisica
Papenburg sorge sulla riva destra del fiume Ems.

## Economia
L'economia della città è legata al suo cantiere navale Meyer Werft. Qui venne costruita la "Estonia", il traghetto che sarebbe poi affondato nel settembre 1994 sulla rotta tra Paarnu e Stoccolma. Si trattò di uno dei più drammatici naufragi del Novecento.

## Geografia antropica

### Suddivisioni amministrative
Il territorio di Papenburg comprende l'area urbana e 5 frazioni (Stadtteil):
- Papenburg (area urbana)
- Aschendorf
- Bokel
- Herbrum
- Nenndorf
- Tunxdorf

## Amministrazione

### Gemellaggi
- Rochefort, dal 1988
- Pograničnyj, dal 1995

Papenburg intrattiene rapporti d'amicizia con:
- Ruda Śląska

Papenburg ha stretto contatti con:
- Stadskanaal
- Torrelavega